# ポール・フリードバーグ
ポール・フリードバーグ（M. Paul Friedberg、1931年 - 2025年2月15日）は、アメリカ合衆国の造園家、環境デザイナー、ランドスケープアーキテクト。ニューヨーク生まれ。
コーネル大学に進学し、1954年に卒業。理学士号を取得。4年後の1958年に、M・ポールフリードバーグ・アンド・パートナーズを開設。また、ニューヨーク市立大学に都心にある大学としては初めての、また大都会特有の環境問題に焦点を合わせたものとしては最初のランドスケープアーキテクチャー講座を設立する。
2025年2月15日、ニューヨークで死去。93歳没。

## 作品等
- ジェイコブ・リーズ・ハウス・プラザ、ニューヨーク市マンハッタン・イーストサイド（1965年から1966年）
- オリンピック広場、カナダアルバータ州カルガリー
- マディソンショッピングセンター、ウィスコンシン州マディソン
- フォートワースの文化的な地区、テキサス州フォートワース
- アラスカ州ウィロー新州都都市のためのマスタープラン
- ピービィ・プラザ、ミネソタ州ミネアポリス、オーケストラホール隣接（1976年）
- ローリング・パーク、ミネソタ州ミネアポリス
- バッテリー・パーク・アトリウム、ニューヨーク市
- パーシング・プラザのアーバン・ガーデン、ワシントンD.C.、植栽担当：エーメ・ヴァンスゥェーデン・アンド・アソシエイツ
- ベッドフォード・スタイブサンド・スーパーブロック、ブルックリン、建築担当：イオ・ミン・ペイ（1969年）
- ワールド・トレード・センターのウインターガーデン＋プラザ
- ニッセイアロマスクエアのマンションランドスケープ、東京都大田区蒲田（1998年）

フリードバーグらが設計した子供が滝に入って遊べるタイプのファウンテンプレースのいくつかは、落ちた際の怪我等で訴訟を起こされるため、近年では安全性を考慮し、改修を進められている。逆に代表作のリーズハウス・プラザは激しい損傷でしばらく放置されていた。